# Percy Edward Kent
Percy Edward Kent (18 mars 1913 - 9 juillet 1986) est un géologue britannique qui remporte la médaille royale en 1971 ,. Récompensé de la médaille Bigsby en 1955 et de la médaille Murchison en 1969, il est nommé chevalier lors de l'anniversaire de 1973.

## Jeunesse
Il fréquente la West Bridgford Grammar School. Il obtient un BSc en 1934 et un doctorat en 1941 de l'Université de Nottingham.

## Carrière
PE Kent se joint à Louis Leakey et Mary Leakey dans leur enquête de 1935 sur les Gorges d'Olduvaï . Il est géologue en chef de 1966 à 1971 chez BP. De 1974 à 1976, il est président de la Société géologique de Londres.

## Vie privée
Il épouse Margaret (Betty) Hood en 1940, et ils ont deux filles, dont Helen Cooper. Sa première femme est décédée en 1974. En 1976, il épouse Lorna Scott. Il vivait à West Bridgford.